# راي توماس
راي توماس هو سياسي كندي، ولد في 11 ديسمبر 1917 في كندا، وتوفي في 8 ديسمبر 1985. حزبياً، نشط في Social Credit Party of Canada ‏. وقد انتخب عضو مجلس العموم الكندي.